# Fußball-Club Bayern München 1974-1975
Questa voce raccoglie le informazioni riguardanti il Fußball-Club Bayern München nelle competizioni ufficiali della stagione 1974-1975.

## Stagione
La stagione si apre con la sconfitta per 6-0 alla prima di campionato contro il Kickers Offenbach, e anche in coppa di Germania il Bayern viene presto eliminato dal Duisburg. Il 2 gennaio Udo Lattek viene licenziato quando la squadra è in quattordicesima posizione, ed è sostituito poco dopo da Dettmar Cramer.
I bavaresi sono tuttavia ancora in corsa per vincere la Coppa dei Campioni, dove sono anche campioni in carica: saltato il primo turno eliminano negli ottavi i cugini del Magdeburgo (tra l'altro le due squadre si sarebbero dovute anche incontrare nella Supercoppa UEFA, ma il confronto non viene disputato), e approdano in seguito alla finale. A Parigi, in una partita ricordata anche per le violenze degli hooligan inglesi trovano il Leeds Utd, che viene battuto 2-0 grazie ai gol di Franz Roth e Gerd Müller, capocannoniere della manifestazione. Però Björn Andersson deve abbandonare il campo nei primi minuti a causa di un duro contrasto mentre Uli Hoeneß subisce un grave incidente al ginocchio che condizionerà il resto della sua carriera; gli inglesi dal canto loro si lamentano invece per alcune decisioni arbitrali a loro sfavore. Intanto la squadra aveva deciso di non partecipare alla Coppa Intercontinentale.

## Maglie e sponsor
| Casa | Trasferta |  |

## Rosa
| N. |                      | Ruolo | Calciatore               |
| -- | -------------------- | ----- | ------------------------ |
|    | Germania (bandiera)  | P     | Sepp Maier               |
|    | Germania (bandiera)  | P     | Hugo Robl                |
|    | Svezia (bandiera)    | D     | Björn Andersson          |
|    | Germania (bandiera)  | D     | Franz Beckenbauer        |
|    | Germania (bandiera)  | D     | Bernd Förster            |
|    | Danimarca (bandiera) | D     | Johnny Hansen            |
|    | Germania (bandiera)  | D     | Jupp Kapellmann          |
|    | Germania (bandiera)  | D     | Richard Mamajewski       |
|    | Germania (bandiera)  | D     | Hans-Georg Schwarzenbeck |
|    | Germania (bandiera)  | D     | Sepp Weiß                |

| N. |                     | Ruolo | Calciatore            |
| -- | ------------------- | ----- | --------------------- |
|    | Germania (bandiera) | C     | Bernd Dürnberger      |
|    | Germania (bandiera) | C     | Uli Hoeneß            |
|    | Germania (bandiera) | C     | Franz Michelberger    |
|    | Germania (bandiera) | C     | Franz Roth            |
|    | Germania (bandiera) | C     | Günther Weiß          |
|    | Germania (bandiera) | C     | Rainer Zobel          |
|    | Germania (bandiera) | A     | Gerd Müller           |
|    | Germania (bandiera) | A     | Karl-Heinz Rummenigge |
|    | Svezia (bandiera)   | A     | Conny Torstensson     |
|    | Germania (bandiera) | A     | Klaus Wunder          |

## Organigramma societario
Area direttiva
- Presidente:  Wilhelm Neudecker

Area tecnica
- Allenatore: Dettmar Cramer
- Allenatore in seconda:
- Preparatore dei portieri:
- Preparatori atletici:

## Calciomercato

### Sessione estiva
| Acquisti | Acquisti              | Acquisti                      | Acquisti |
| R.       | Nome                  | da                            | Modalità |
| -------- | --------------------- | ----------------------------- | -------- |
| D        | Björn Andersson       | Öster                         |          |
| A        | Karl-Heinz Rummenigge | Borussia Lippstadt (juniores) |          |
| A        | Klaus Wunder          | Duisburg                      |          |

| Cessioni | Cessioni           | Cessioni          | Cessioni |
| R.       | Nome               | a                 | Modalità |
| -------- | ------------------ | ----------------- | -------- |
| C        | Erwin Hadewicz     | Stoccarda         |          |
| D        | Paul Breitner      | Real Madrid       |          |
| A        | Torben Hansen      | Holbæk            |          |
| A        | Wilhelm Hoffmann   | Augusta           |          |
| A        | Norbert Ivangean   | Wacker 04 Berlino |          |
| D        | Viggo Jensen       | Greuther Fürth    |          |
| A        | Dušan Jovanović    | Sarajevo          |          |
| P        | Walter Modick      | Augusta           |          |
| D        | Gernot Rohr        | Waldhof Mannheim  |          |
| C        | Herbert Zimmermann | Colonia           |          |

### Sessione invernale
| Acquisti | Acquisti      | Acquisti         | Acquisti |
| R.       | Nome          | da               | Modalità |
| -------- | ------------- | ---------------- | -------- |
| D        | Bernd Förster | Waldhof Mannheim |          |

| Cessioni | Cessioni | Cessioni | Cessioni |
| R.       | Nome     | a        | Modalità |
| -------- | -------- | -------- | -------- |

## Risultati

### Bundesliga

#### Girone di andata
| Arbitro: | Ohmsen |

|                                                               |           |  |
| Schäfer 19’ Schwemmle 31’ Kostedde 49’, 70’ Held 57’ Bihn 89’ | Marcatori |  |

| Arbitro: | Linn |

|                              |           |               |
| Schwarzenbeck 43’ Hoeneß 69’ | Marcatori | 83’ Magnusson |

| Arbitro: | Kindervater |

|                |           |                     |
| Brenninger 82’ | Marcatori | 51’ Roth 69’ Wunder |

| Arbitro: | Quindeau |

|                                                                                             |           |                                      |
| Zobel 10’ Wunder 33’ (rig.) Beckenbauer 54’ Kapellmann 69’ (rig.) Müller 82’ Rummenigge 89’ | Marcatori | 1’ Müller 21’ Simmet 28’ (rig.) Löhr |

| Arbitro: | Redelfs |

|                                 |           |            |
| Pröpper 18’ Gerber 50’ Jung 60’ | Marcatori | 69’ Hoeneß |

| Arbitro: | Horstmann |

|  |           |                                |
|  | Marcatori | 68’ Abramczik 89’ Lütkebohmert |

| Arbitro: | Hilker |

|                                           |           |            |
| Ristić 7’ Bründl 39’ (rig.) Gersdorff 47’ | Marcatori | 84’ Hoeneß |

| Arbitro: | Hennig |

|                           |           |  |
| Hoeneß 19’ Kapellmann 63’ | Marcatori |  |

| Arbitro: | Engel |

|              |           |                            |
| Wittkamp 36’ | Marcatori | 71’ Wunder 73’ Torstensson |

| Arbitro: | Weyland |

|                 |           |                |
| Müller 60’, 67’ | Marcatori | 15’ Hölzenbein |

| Arbitro: | Fork |

|                           |           |                           |
| Bittlmayer 31’ Eggert 87’ | Marcatori | 47’ Hoeneß 86’ Rummenigge |

| Arbitro: | Eschweiler |

|                              |           |                                                               |
| Wunder 27’ Müller 66’ (rig.) | Marcatori | 35’ Schwarz 47’ Riedl 59’ Sandberg 81’ Pirrung 88’ Toppmöller |

| Arbitro: | Horstmann |

|                         |           |            |
| Lehmann 16’ Büssers 37’ | Marcatori | 64’ Müller |

| Arbitro: | Ohmsen |

|                 |           |                           |
| Müller 40’, 85’ | Marcatori | 18’ Burgsmüller 34’ Dörre |

| Arbitro: | Gabor |

|                                 |           |  |
| Kaczor 7’ Balte 15’ (rig.), 51’ | Marcatori |  |

| Arbitro: | Basedow |

|                                     |           |  |
| Müller 35’, 38’, 90’ Kapellmann 83’ | Marcatori |  |

| Arbitro: | Waltert |

|            |           |  |
| Hidien 43’ | Marcatori |  |

#### Girone di ritorno
| Arbitro: | Redelfs |

|                           |           |                                                              |
| Müller 16’ Rummenigge 24’ | Marcatori | 33’ (rig.) Ritschel 59’ (aut.) Beckenbauer 66’ Hickersberger |

| Arbitro: | Weyland |

|                                               |           |                |
| Beckenbauer 9’ (aut.) Beer 47’, 85’ Sidka 61’ | Marcatori | 12’ Rummenigge |

| Arbitro: | Hennig |

|                |           |              |
| Rummenigge 57’ | Marcatori | 45’ Ohlicher |

| Arbitro: | Linn |

|                 |           |  |
| Flohe 4’ (rig.) | Marcatori |  |

| Arbitro: | Meuser |

|                                                |           |           |
| Hoeneß 17’ Müller 26’ (rig.) Schwarzenbeck 72’ | Marcatori | 81’ Dupke |

| Arbitro: | Gabor |

|                                |           |                 |
| Fischer 15’ (rig.) Kremers 35’ | Marcatori | 75’, 83’ Müller |

| Arbitro: | Waltert |

|            |           |  |
| Müller 48’ | Marcatori |  |

| Arbitro: | Eschweiler |

|  |           |                     |
|  | Marcatori | 62’ Roth 89’ Hoeneß |

| Arbitro: | Roth |

|                   |           |           |
| Müller 90’ (rig.) | Marcatori | 80’ Kulik |

| Arbitro: | Kindervater |

|                              |           |  |
| Körbel 40’ (rig.) Nickel 84’ | Marcatori |  |

| Arbitro: | Hilker |

|                                    |           |           |
| Müller 4’, 18’ (rig.) Andersson 8’ | Marcatori | 52’ Rumor |

| Arbitro: | Hennig |

|  |           |            |
|  | Marcatori | 74’ Hoeneß |

| Arbitro: | Schröder |

|                            |           |            |
| Torstensson 31’ Müller 77’ | Marcatori | 82’ Bücker |

| Arbitro: | Basedow |

|                        |           |              |
| Wörmer 67’ Lippens 83’ | Marcatori | 3’, 57’ Roth |

| Arbitro: | Dittmer |

|                              |           |          |
| Schwarzenbeck 54’ Müller 79’ | Marcatori | 39’ Holz |

| Arbitro: | Horstmann |

|                                                               |           |                                                     |
| Seel 35’ Kriegler 41’ Geye 56’ Baltes 59’ Brei 63’ Herzog 72’ | Marcatori | 29’ Kapellmann 38’, 40’, 42’ Müller 69’ Torstensson |

| Arbitro: | Fork |

|  |           |              |
|  | Marcatori | 35’ Sperlich |

### Coppa di Germania
| Arbitro: | Roth |

|                                      |           |                          |
| Rummenigge 16’ Müller 76’ Hoeneß 80’ | Marcatori | 58’ Ettmayer 61’ Stickel |

| Arbitro: | Dittmer |

|                                 |           |  |
| Müller 55’ Hentschel 59’ (aut.) | Marcatori |  |

| Arbitro: | Engel |

|                               |           |                                       |
| Andersson 66’ Roth 75’ (rig.) | Marcatori | 39’ Bruckmann 55’ Thies 61’ Schneider |

### Coppa dei Campioni
| Arbitro: | Michelotti |

|                                        |           |                            |
| Müller 51’ (rig.), 63’ Enge 69’ (aut.) | Marcatori | 1’ Hoffmann 44’ Sparwasser |

| Arbitro: | Linemayr |

|                |           |                 |
| Sparwasser 56’ | Marcatori | 22’, 54’ Müller |

| Arbitro: | Gugulović |

|                            |           |  |
| Hoeneß 78’ Torstensson 84’ | Marcatori |  |

| Arbitro: | Boosten |

|                |           |  |
| Andreasyan 34’ | Marcatori |  |

| Saint-Étienne 9 aprile 1975, ore 20:30 CET Semifinale | Saint-Étienne | 0 – 0 referto | Bayern Monaco | Geoffroy Guichard (35 210 spett.)\| Arbitro: \| Hungerbühler \| |
| Arbitro:                                              | Hungerbühler  |               |               |                                                                 |

| Arbitro: | Corver |

|                               |           |  |
| Beckenbauer 2’ Dürnberger 69’ | Marcatori |  |

| Arbitro: | Kitabdjian |

|                     |           |  |
| Roth 72’ Müller 78’ | Marcatori |  |

## Statistiche

### Statistiche di squadra
| Competizione       | Punti | In casa | In casa | In casa | In casa | In casa | In casa | In trasferta | In trasferta | In trasferta | In trasferta | In trasferta | In trasferta | Totale | Totale | Totale | Totale | Totale | Totale | DR |
| Competizione       | Punti | G       | V       | N       | P       | Gf      | Gs      | G            | V            | N            | P            | Gf           | Gs           | G      | V      | N      | P      | Gf     | Gs     | DR |
| ------------------ | ----- | ------- | ------- | ------- | ------- | ------- | ------- | ------------ | ------------ | ------------ | ------------ | ------------ | ------------ | ------ | ------ | ------ | ------ | ------ | ------ | -- |
| Bundesliga         | 34    | 17      | 10      | 3       | 4       | 35      | 24      | 17           | 4            | 3            | 10           | 22           | 39           | 34     | 14     | 6      | 14     | 57     | 63     | -6 |
| Coppa di Germania  | -     | 3       | 2       | 0       | 1       | 7       | 5       | 0            | 0            | 0            | 0            | 0            | 0            | 3      | 2      | 0      | 1      | 7      | 5      | +2 |
| Coppa dei Campioni | -     | 4       | 4       | 0       | 0       | 9       | 2       | 3            | 1            | 1            | 1            | 2            | 2            | 7      | 5      | 1      | 1      | 11     | 4      | +7 |
| Totale             | 34    | 24      | 16      | 3       | 5       | 51      | 31      | 20           | 5            | 4            | 11           | 24           | 41           | 44     | 21     | 7      | 16     | 75     | 72     | +3 |

### Andamento in campionato
| Giornata  | 1  | 2  | 3 | 4 | 5  | 6  | 7  | 8  | 9  | 10 | 11 | 12 | 13 | 14 | 15 | 16 | 17 | 18 | 19 | 20 | 21 | 22 | 23 | 24 | 25 | 26 | 27 | 28 | 29 | 30 | 31 | 32 | 33 | 34 |
| --------- | -- | -- | - | - | -- | -- | -- | -- | -- | -- | -- | -- | -- | -- | -- | -- | -- | -- | -- | -- | -- | -- | -- | -- | -- | -- | -- | -- | -- | -- | -- | -- | -- | -- |
| Luogo     | T  | C  | T | C | T  | C  | T  | C  | T  | C  | T  | C  | T  | C  | T  | C  | T  | C  | T  | C  | T  | C  | T  | C  | T  | C  | T  | C  | T  | C  | T  | C  | T  | C  |
| Risultato | P  | V  | V | V | P  | P  | P  | V  | V  | V  | N  | P  | P  | N  | P  | V  | P  | P  | P  | N  | P  | V  | N  | V  | V  | N  | P  | V  | V  | V  | N  | V  | P  | P  |
| Posizione | 18 | 13 | 7 | 5 | 10 | 11 | 12 | 11 | 10 | 9  | 8  | 10 | 12 | 12 | 14 | 11 | 14 | 14 | 14 | 14 | 14 | 14 | 14 | 11 | 11 | 11 | 11 | 11 | 11 | 10 | 10 | 10 | 10 | 10 |

Legenda:

Luogo: C = Casa; T = Trasferta. Risultato: V = Vittoria; N = Pareggio; P = Sconfitta.

### Statistiche dei giocatori
| Giocatore        | Bundesliga | Bundesliga | Bundesliga  | Bundesliga | Coppa di Germania | Coppa di Germania | Coppa di Germania | Coppa di Germania | Coppa dei Campioni | Coppa dei Campioni | Coppa dei Campioni | Coppa dei Campioni | Totale   | Totale | Totale      | Totale     |
| Giocatore        | Presenze   | Reti       | Ammonizioni | Espulsioni | Presenze          | Reti              | Ammonizioni       | Espulsioni        | Presenze           | Reti               | Ammonizioni        | Espulsioni         | Presenze | Reti   | Ammonizioni | Espulsioni |
| ---------------- | ---------- | ---------- | ----------- | ---------- | ----------------- | ----------------- | ----------------- | ----------------- | ------------------ | ------------------ | ------------------ | ------------------ | -------- | ------ | ----------- | ---------- |
| B. Andersson     | 18         | 1          | 0           | 0          | 1                 | 1                 | 0                 | 0                 | 5                  | 0                  | 0                  | 0                  | 24       | 2      | 0           | 0          |
| F. Beckenbauer   | 33         | 1          | 0           | 0          | 3                 | 0                 | 0                 | 0                 | 7                  | 1                  | 0                  | 0                  | 43       | 2      | 0           | 0          |
| B. Dürnberger    | 31         | 0          | 2           | 0          | 3                 | 0                 | 0                 | 0                 | 7                  | 1                  | 1                  | 0                  | 41       | 1      | 3           | 0          |
| B. Förster       | 6          | 0          | 1           | 0          | 1                 | 0                 | 0                 | 0                 | 0                  | 0                  | 0                  | 0                  | 7        | 0      | 1           | 0          |
| E. Hadewicz      | 7          | 0          | 0           | 0          | 2                 | 0                 | 0                 | 0                 | 1                  | 0                  | 0                  | 0                  | 10       | 0      | 0           | 0          |
| J. Hansen        | 23         | 0          | 1           | 0          | 2                 | 0                 | 0                 | 0                 | 4                  | 0                  | 0                  | 0                  | 29       | 0      | 1           | 0          |
| U. Hoeneß        | 28         | 8          | 1           | 0          | 3                 | 1                 | 0                 | 0                 | 7                  | 1                  | 0                  | 0                  | 38       | 10     | 1           | 0          |
| J. Kapellmann    | 33         | 4          | 5           | 0          | 1                 | 0                 | 0                 | 0                 | 6                  | 0                  | 0                  | 0                  | 40       | 4      | 5           | 0          |
| S. Maier         | 34         | 0          | 1           | 0          | 3                 | 0                 | 0                 | 0                 | 7                  | 0                  | 1                  | 0                  | 44       | 0      | 2           | 0          |
| R. Mamajewski    | 0          | 0          | 0           | 0          | 0                 | 0                 | 0                 | 0                 | 0                  | 0                  | 0                  | 0                  | 0        | 0      | 0           | 0          |
| F. Michelberger  | 3          | 0          | 0           | 0          | 0                 | 0                 | 0                 | 0                 | 0                  | 0                  | 0                  | 0                  | 3        | 0      | 0           | 0          |
| G. Müller        | 33         | 23         | 4           | 0          | 3                 | 2                 | 0                 | 0                 | 7                  | 5                  | 0                  | 0                  | 43       | 30     | 4           | 0          |
| H. Robl          | 0          | 0          | 0           | 0          | 0                 | 0                 | 0                 | 0                 | 0                  | 0                  | 0                  | 0                  | 0        | 0      | 0           | 0          |
| F. Roth          | 24         | 4          | 2           | 0          | 2                 | 1                 | 0                 | 0                 | 5                  | 1                  | 0                  | 0                  | 31       | 6      | 2           | 0          |
| K. Rummenigge    | 21         | 5          | 0           | 0          | 3                 | 1                 | 0                 | 0                 | 4                  | 0                  | 0                  | 0                  | 28       | 6      | 0           | 0          |
| G. Schwarzenbeck | 34         | 3          | 5           | 0          | 3                 | 0                 | 0                 | 0                 | 7                  | 0                  | 1                  | 0                  | 44       | 3      | 6           | 0          |
| C. Torstensson   | 17         | 3          | 0           | 0          | 2                 | 0                 | 0                 | 0                 | 6                  | 1                  | 0                  | 0                  | 25       | 4      | 0           | 0          |
| G. Weiß          | 3          | 0          | 0           | 0          | 0                 | 0                 | 0                 | 0                 | 0                  | 0                  | 0                  | 0                  | 3        | 0      | 0           | 0          |
| J. Weiß          | 10         | 0          | 0           | 0          | 0                 | 0                 | 0                 | 0                 | 2                  | 0                  | 0                  | 0                  | 12       | 0      | 0           | 0          |
| K. Wunder        | 27         | 4          | 1           | 0          | 3                 | 0                 | 0                 | 0                 | 5                  | 0                  | 3                  | 0                  | 35       | 4      | 4           | 0          |
| R. Zobel         | 31         | 1          | 2           | 0          | 3                 | 0                 | 0                 | 0                 | 5                  | 0                  | 0                  | 0                  | 39       | 1      | 2           | 0          |